# M59加農炮
M59加農炮，舊名（M1/M2/M2A2）155公釐野戰炮，為美國所製造的加農炮，另有長腳湯姆這項暱稱。

## 開發
美國參予第一次世界大戰時，發覺其陸軍極度缺乏新型野戰重炮，當時為了應急向法國購買授權生產的155公厘GPF加農炮，但是直到戰爭結束前參戰的美軍部隊使用的重型火砲沒有任何一門是美國製品，全部皆為外國貨。
第一次世界大戰後，1920年美國陸軍為了避免如同上次戰爭時發生的窘境，因此積極運作自研自製各式火砲，此時美軍向威斯特費爾特理事會（Westervelt Board）授命研發新型火炮，新型火砲採共通炮架，可安裝當時開發中的155公厘與203公厘火砲，而這次開發於1922年製造出M1920和M1920M1這兩款共通炮架火炮。
M1920計畫射程25,000碼（22.86公里）、火炮仰角由0°至65°、炮彈重量不超過100磅（45.4公斤）。在性能上雖然符合需求，但由於美國政府缺乏經費因此計劃遭到凍結。
計畫凍結了5年後，1927年獲得足夠經費計畫再次進行，此時除了共通炮架以外，又增加了機械化高速牽引的性能需求，在1929年製造出了T2炮架，而對應炮架的155公釐砲管也持續研發（榴彈炮管計畫為T3，加農炮管計畫為T4），相關改良直到1938年才結束，最後誕生的155公厘長砲管火炮為T2炮架搭配T4炮管，該版本被定名為M1加農炮，此加農炮生產版本有M1A1、M1A1E1、M1A1E3、M2、M2E1，技術上略有精進，在外觀上這幾種衍生型皆沒有大幅度的改變，第二次世界大戰結束後，美軍在重新編號時將相關火炮通通納入M59此編號。
由於開發時序橫亙近20年，若含入原型炮時無法確知M59的量產確切數量。但是實際定案量產的M1加農炮在1940年7月開始量產，1940年10月交付美軍，至1941年12月美軍正式宣戰前，有65門M59移交軍方使用。最後一批M59出廠則是1945年6月，在1940-1945年間，美國量產了1,882門M59加農炮，產能巔峰是1943年4月，該月交付了81門M59。
| M59加農砲歷年產量 |      |      |      |      |      |      |            |
| 年份              | 1940 | 1941 | 1942 | 1943 | 1944 | 1945 | 總數（門） |
| 生產量            | 3    | 62   | 439  | 598  | 526  | 254  | 1,882      |

## 服役紀錄
M59服役後第一次參加的戰役是1942年12月24日在北非戰場，使用M59的是美國陸軍第36野戰炮兵團，該團在1942年12月10日登陸阿爾及利亞，第一營的A連在12月24日開火，任務為壓制德軍炮兵。
德軍的野戰火炮射程最遠可達19,900碼（18.2公里，sFH 18M搭配火箭助推炮彈），而M59是少數可在25,000碼外開火壓制德軍野戰炮兵的軍團級火炮配備，因此得到部隊指揮官的重用；在戰爭結束前M59部署了49個野戰炮營，其中40個營在歐洲戰區，7個營在太平洋，美國海軍陸戰隊在太平洋戰場投入M1加農炮是從1943年馬車輪行動之後，M59憑藉其長射程以及精確的炮擊精度獲得美軍的信賴；除了美軍以外，英國和法國藉由租借法案也獲得了少量的M59（英國184門，法國25門）。
初期服役時M59的拖曳是運用麥克貨車所製造的6輪驅動型7.5噸載重車，後期使用履帶驅動的M4高速牽引車進行拖曳。
二戰後除了美軍重炮兵部隊以外，美國海外盟邦也接收了部份M59。
中華民國國軍駐防金門的炮兵指揮部600群在八二三砲戰中以配備M59加農炮的炮兵691、692營對廈門進行砲戰。9月11日1612~1718時砲兵600群指揮官嚴佛元上校指揮群屬砲兵691營第1、2連及692營第1連實施砲擊廈門火車站，計射彈20群(240發)。以反炮兵任務為導向的部隊在1960年代開始由M107自走炮取代；大部分在1970年代才被歐美的M198榴彈炮以及FH-70榴彈炮取代。

## 衍生型
炮身衍生型：
- M1920 - 原型炮
- T4 - 原型炮
- M1 (1938) - 第一種生產型，生產20門
- M1A1 (1941) - 炮尾環架修改型
  - M1A1E1 -
  - M1A1E3 -
- M2 (1945) - 炮尾環架修改型

炮架衍生型：
- T2 - 原型炮架
- M1－1938年炮架規格確定時之命名
- M1A1 - T2炮架整修後版本

除了拖曳式，美軍也嘗試在M4雪曼的底盤上安裝M59，此款修改型一開始稱為M13，後來修改規格後原型車稱為T83，正式服役名稱為M40自走砲，此款自走炮於英美兩國服役至1950年代退役。
另外，美軍也曾經計畫使用T23中戰車的底盤安裝M59，這款被稱為T79的計畫案僅在紙上階段就被取消。

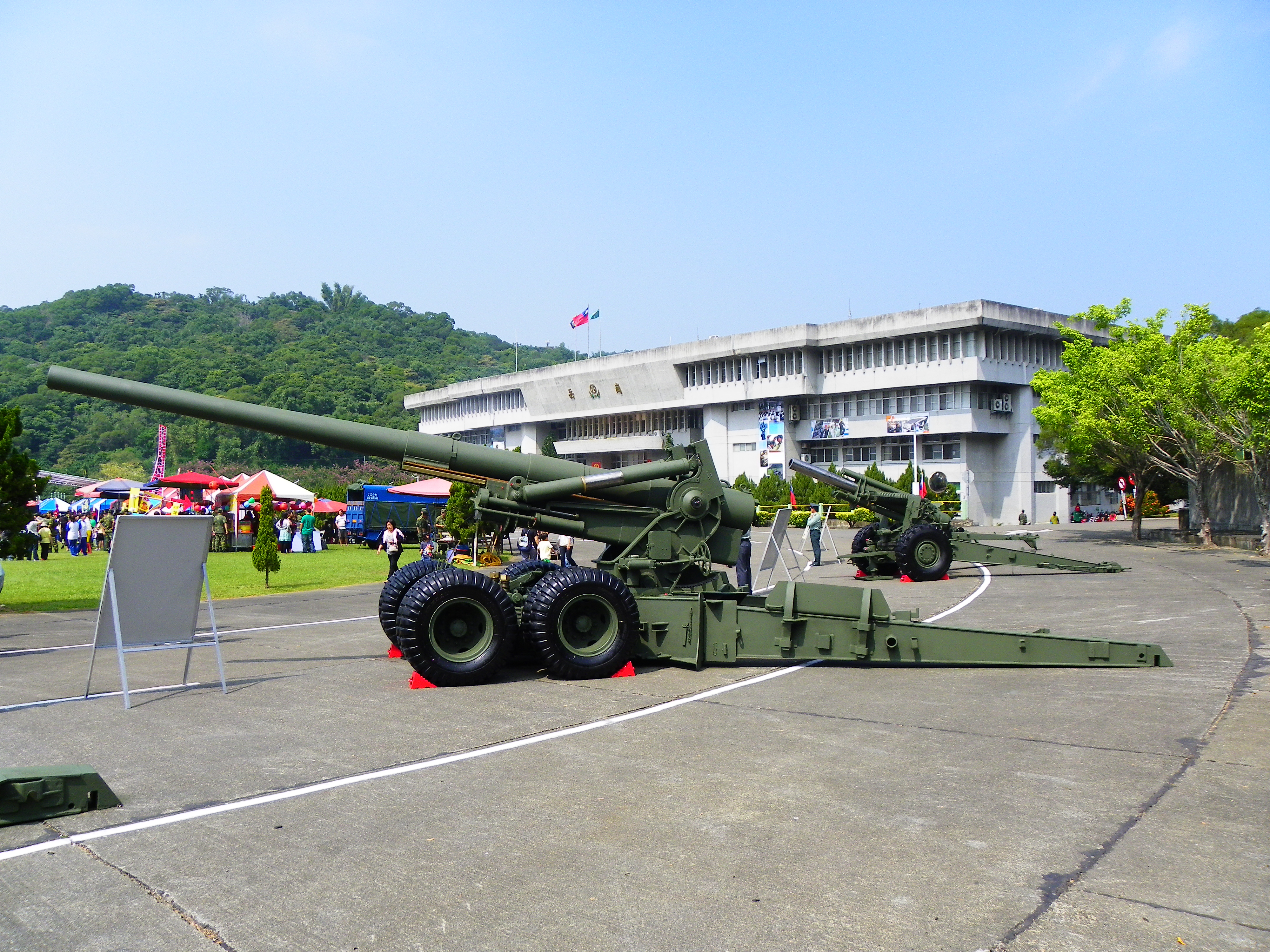
兵整中心展示的中華民國陸軍M59加農炮（前）與M114A1 155mm榴彈炮（後）。
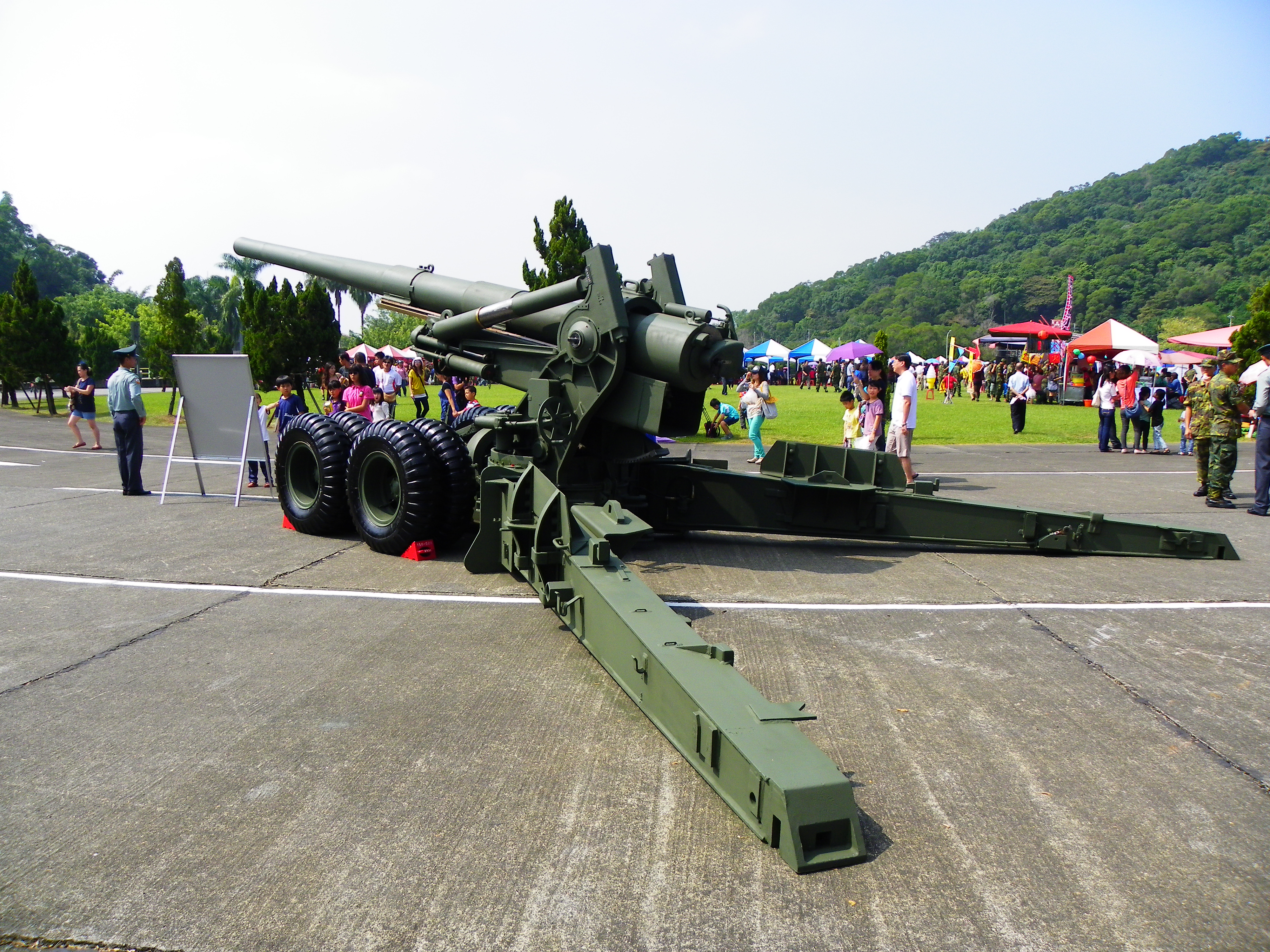
M59加農炮的炮尾與炮腳。
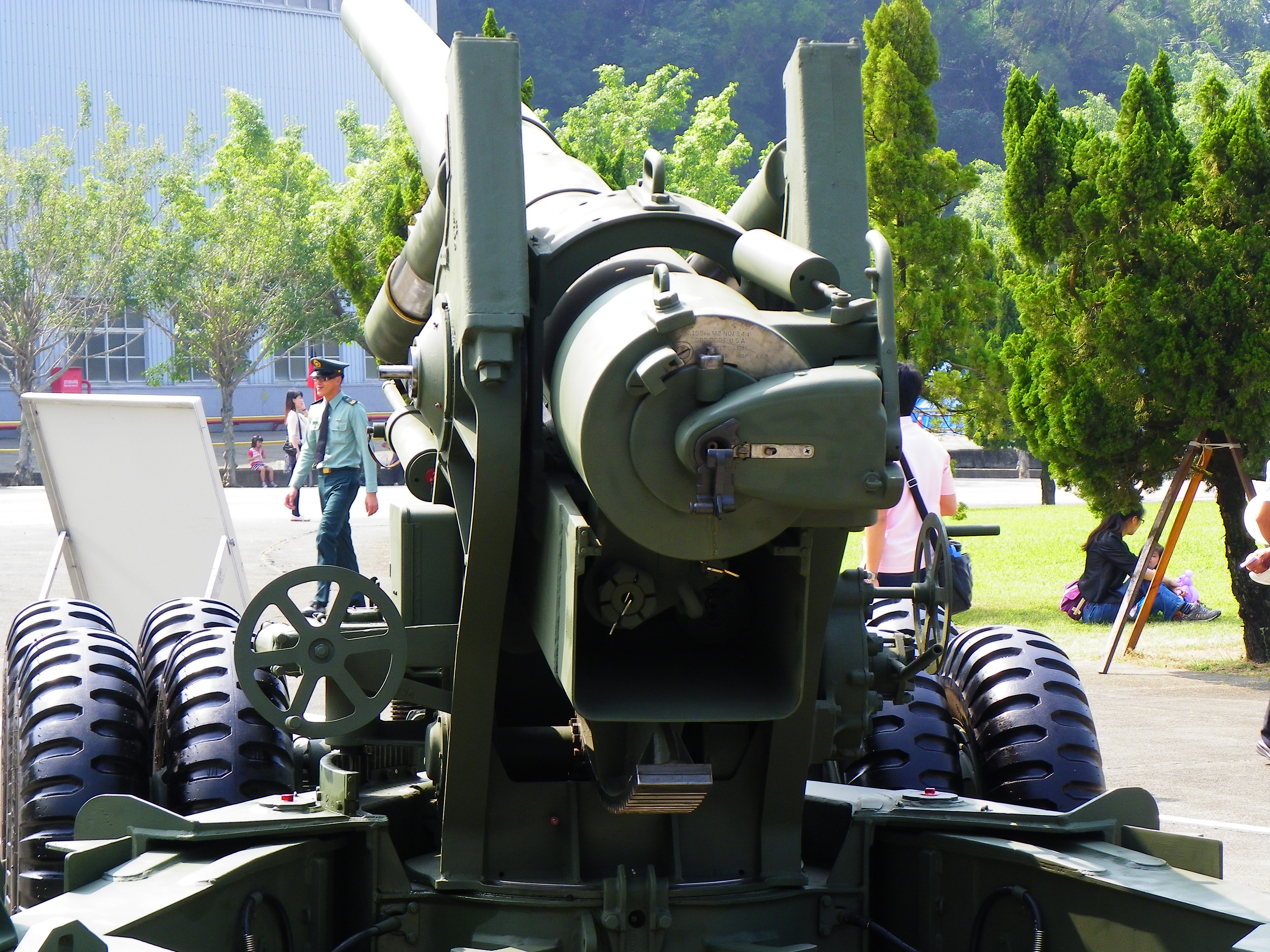
M59加農炮的炮尾與炮栓。
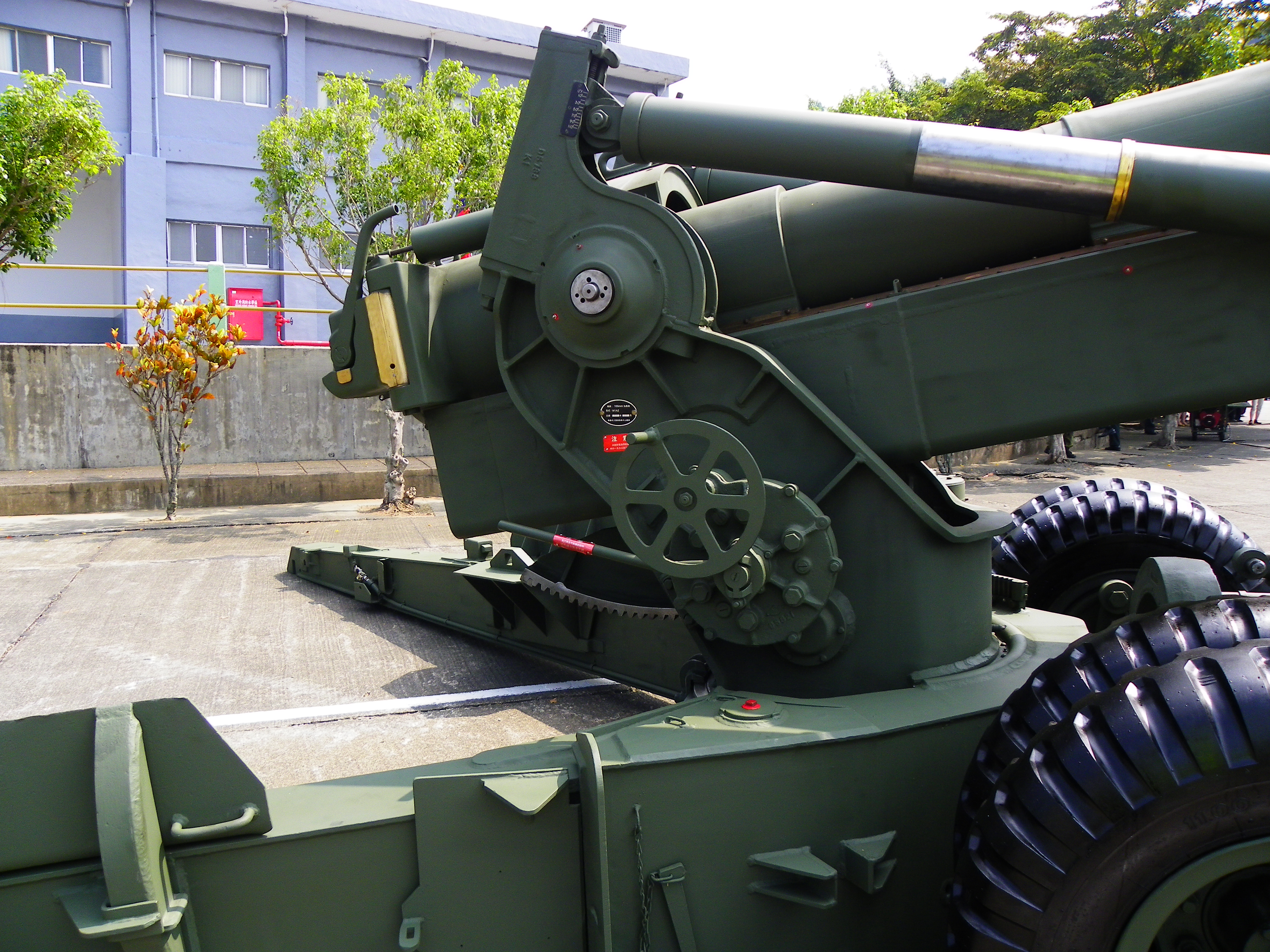
M59加農炮的炮尾與炮架。
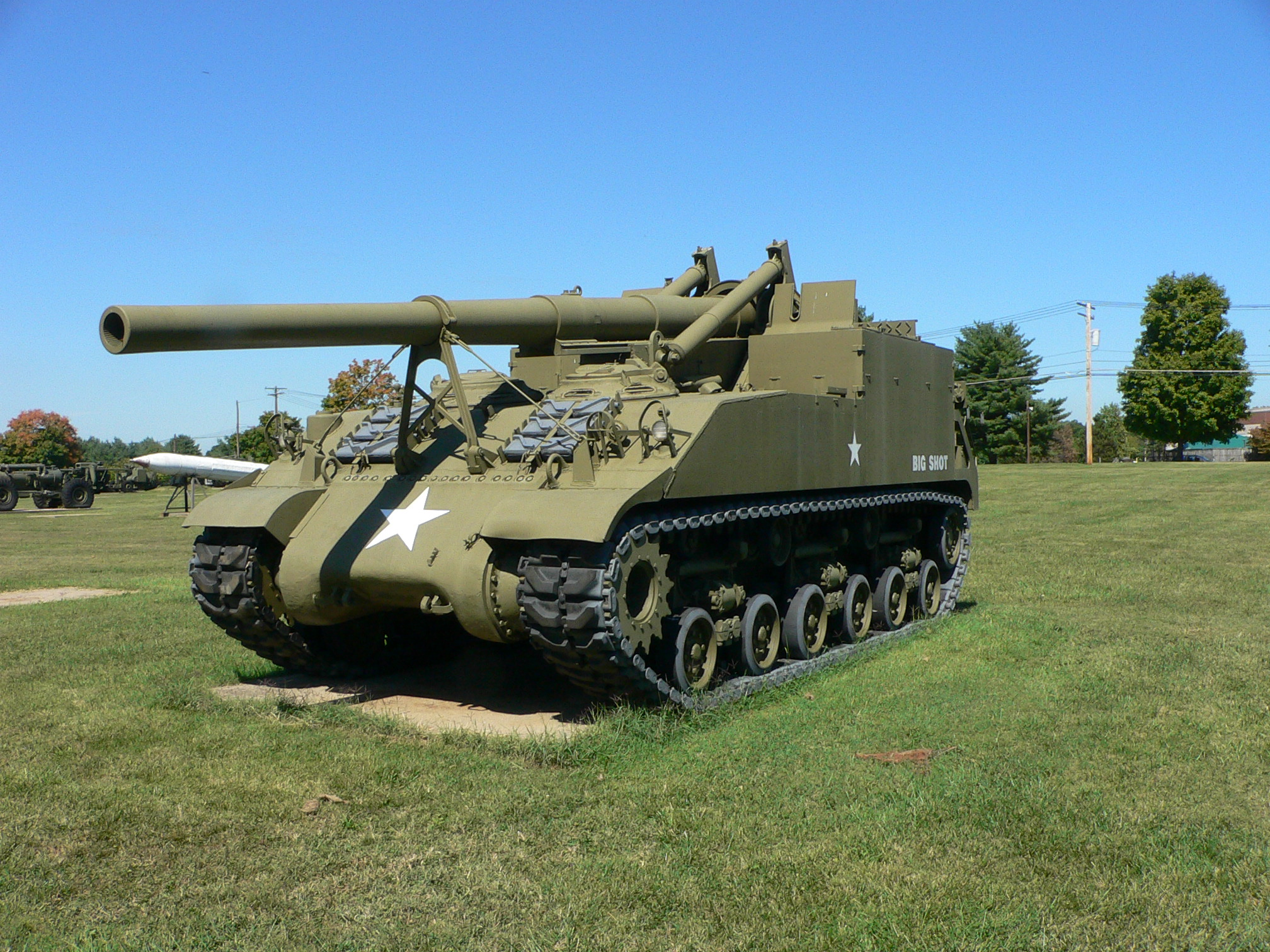
美國陸軍軍械博物館展示的M40自走炮。

## 炮彈種類
M59使用的炮彈為分離式裝藥，裝藥量依射程從基本重量（9.23公斤）至最大裝藥（13.92公斤）
| 彈藥     |            |                  |                        |                      |              |
| 炮彈種類 | 軍用編號   | 炮彈重量（公斤） | 炸藥種類               | 炮口初速（公尺／秒） | 射程（公尺） |
| 破甲榴彈 | M112穿甲弹 | 45.36            | D型炸藥                | 837                  | 22,014       |
| 榴彈     | M101榴彈   | 42.96            | TNT炸藥                | 853                  | 23,513       |
| 煙霧彈   | M104煙霧彈 | 44.53            | 白磷                   | 853                  | 23,720       |
| 煙霧彈   | M104煙霧彈 |                  | 三氧化硫與氯磺酸混合物 | 853                  | 23,720       |
| 化學彈   | M104煙霧彈 |                  | 芥子毒氣，5.3公斤      | 853                  | 23,720       |
| 模擬彈   | Mk I型啞彈 |                  | -                      | -                    | -            |
| 模擬彈   | M7型啞彈   | 43.09            | -                      | -                    | -            |

| 穿甲能力（公釐）                                                 |         |          |
| 彈藥 \ 距離（公尺）                                              | 457公尺 | 914公尺  |
| M112穿甲弹（均質裝甲，傾斜角30°）                                | 160     | 152      |
| M112穿甲弹（表面硬化裝甲，傾斜角30°）                            | 135     | 130      |
| 混凝土侵徹力（公釐）                                             |         |          |
| 彈藥 \ 距離（公尺）                                              | 914公尺 | 4572公尺 |
| M101榴彈（傾斜角0°）                                             | 2,011   | 1,402    |
| 不同的國家使用的測量方法有所不同，因此與其他裝備直接相比會有誤差 |         |          |

## 引用書目
- Bishop, Chris. . ISBN 0760710228.
- Hunnicutt, R. P. . Presidio Press. 1994. ISBN 0-89141-080-5.
- Hunnicutt, R. P. . Feist Publications. 1996. ISBN 1-112-95450-3.
- Zaloga, Steven J. . New Vanguard 131. illustrated by Brian Delf. Osprey Publishing. 2007. ISBN 978-1-84603-061-1.
- . War Department, 1944.
- . War Department, 1944.

## 腳注
1. ↑  Zaloga - US Field Artillery of World War II, p 37.
2. ↑  Zaloga - US Field Artillery of World War II, p 20-22.
3. 1 2 3 4  Hunnicutt - Sherman: A History of the American Medium Tank, p 353-355, 570.
4. ↑  Hunnicutt - Pershing, A History of the Medium Tank T20 Series, p 158.
5. ↑  Technical Manual TM 9-1901, Ammunition, p 197-202.
6. ↑  Technical Manual TM 9-1904, Ammunition Inspection Guide, p 490-518.